# Собесенкі (Малопольське воєводство)
Собесенкі (пол. Sobiesęki) — село в Польщі, у гміні Скала Краківського повіту Малопольського воєводства.
Населення — 396 осіб (2011).
У 1975-1998 роках село належало до Краківського воєводства.

## Демографія
Демографічна структура станом на 31 березня 2011 року:
|          | Загалом | Допрацездатний вік | Працездатний вік | Постпрацездатний вік |
| -------- | ------- | ------------------ | ---------------- | -------------------- |
| Чоловіки | 193     | 46                 | 125              | 22                   |
| Жінки    | 203     | 39                 | 117              | 47                   |
| Разом    | 396     | 85                 | 242              | 69                   |